# Sigrid Storråda (fartyg)
Sigrid Storråda är en replika av Gokstadsskeppet, som byggts av Föreningen Vikingaskeppet Sigrid Storråda i Blomberg i Götene kommun.
Föreningen Vikingaskeppet Sigrid Storråda bildades 1993 för att bygga en replika av långskeppet Gokstadsskeppet från 900-talet efter Kristus. Sigrid Storråda sjösattes 1995 och har sin hemmahamn i Gumsviken i Blombergs hamn vid Vänern. Hon är 24 meter lång, 5,3 meter bred, har en fällbar mast och väger 17 ton. Hon kan ros med 16 par åror, segla eller framföras med en Volvo Pentamotor.
Fartygets drakhuvud i alträ är formgivet och hugget av Martin Hansson med förebild från en runsten vid Husaby kyrka, 

## Bildgalleri

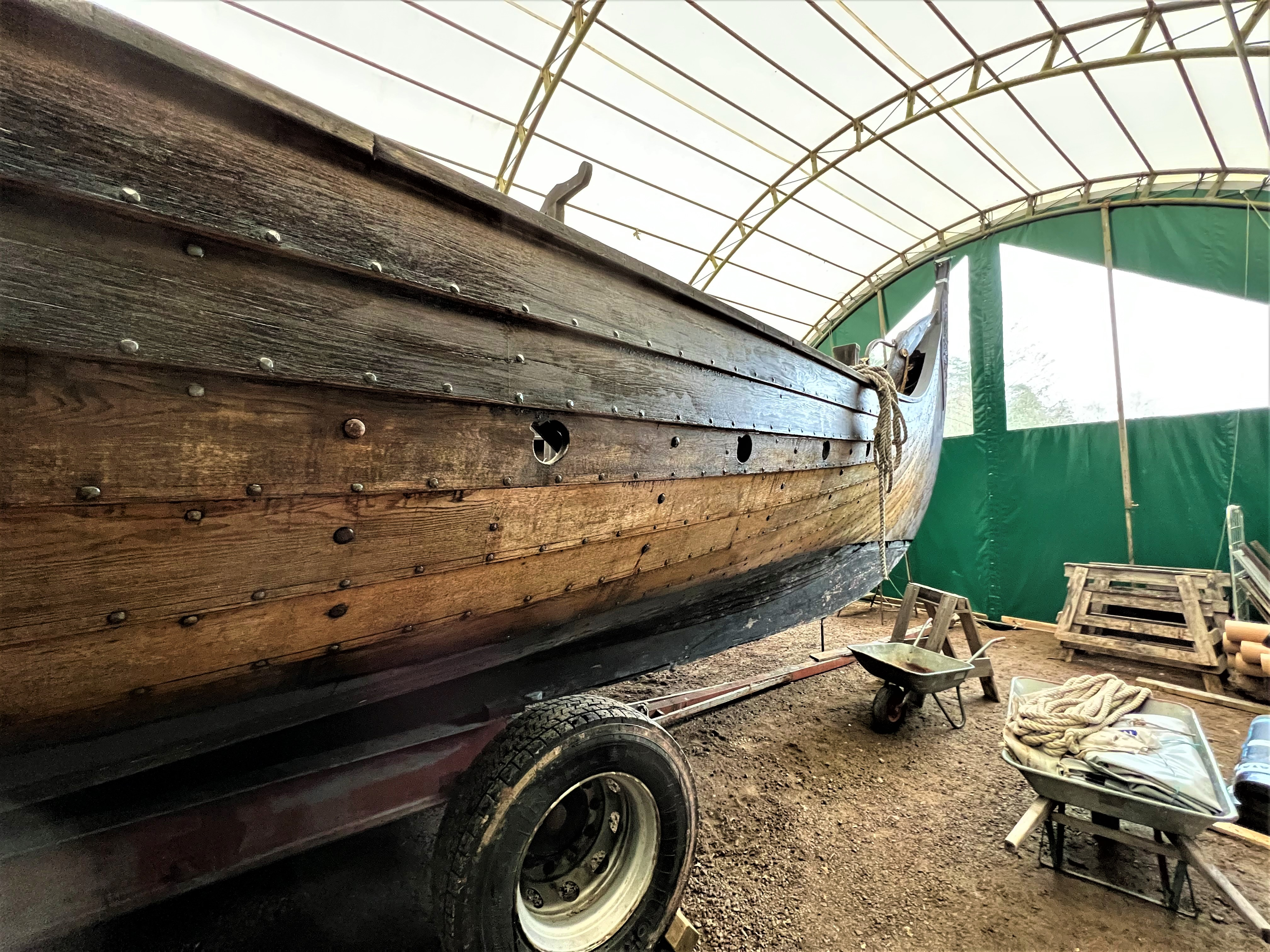
Akterpartiet av fartyget, babordssidan
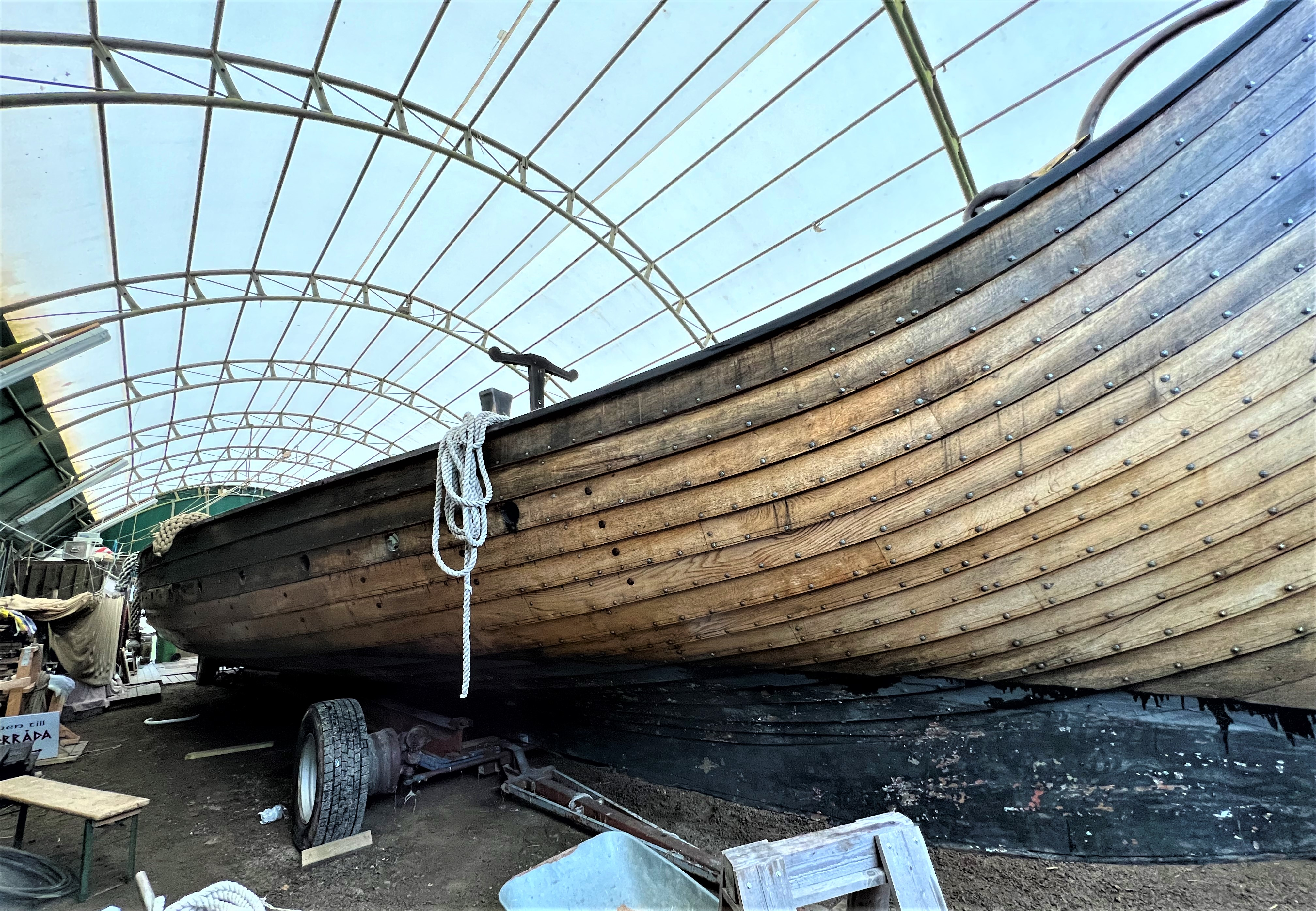
Delar av styrbordssidan av fartyget
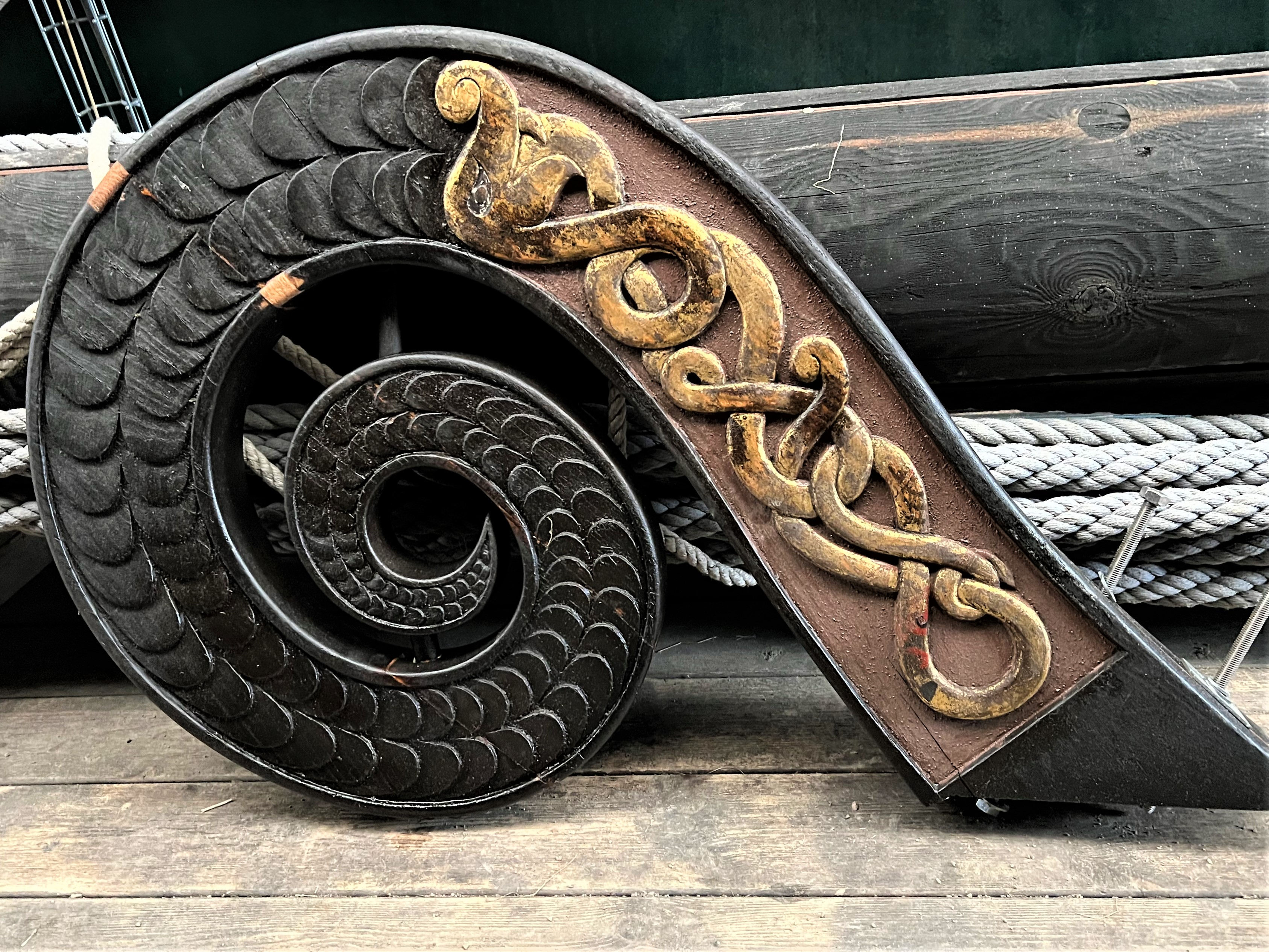
Stävhuvud
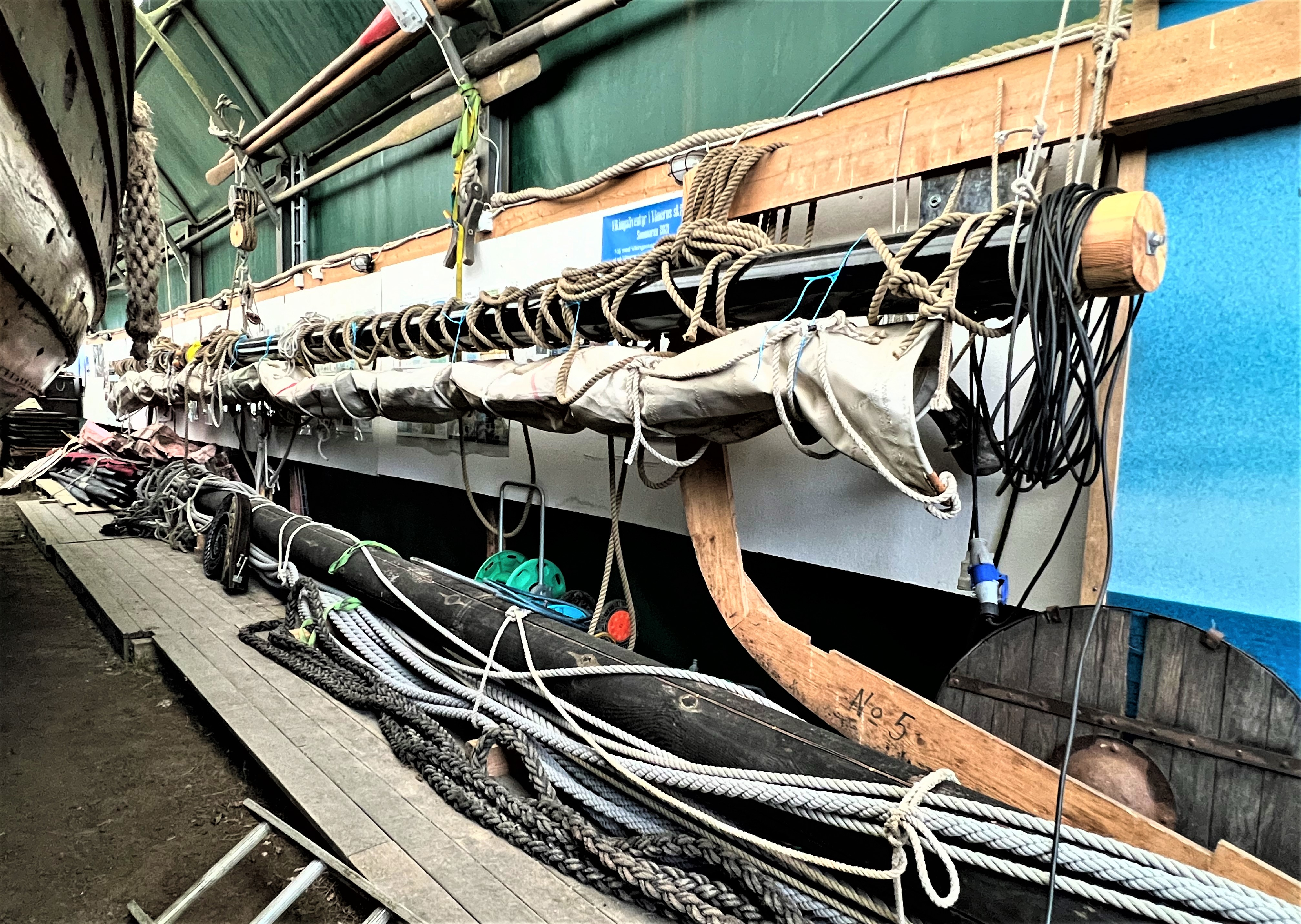
Delar av riggen
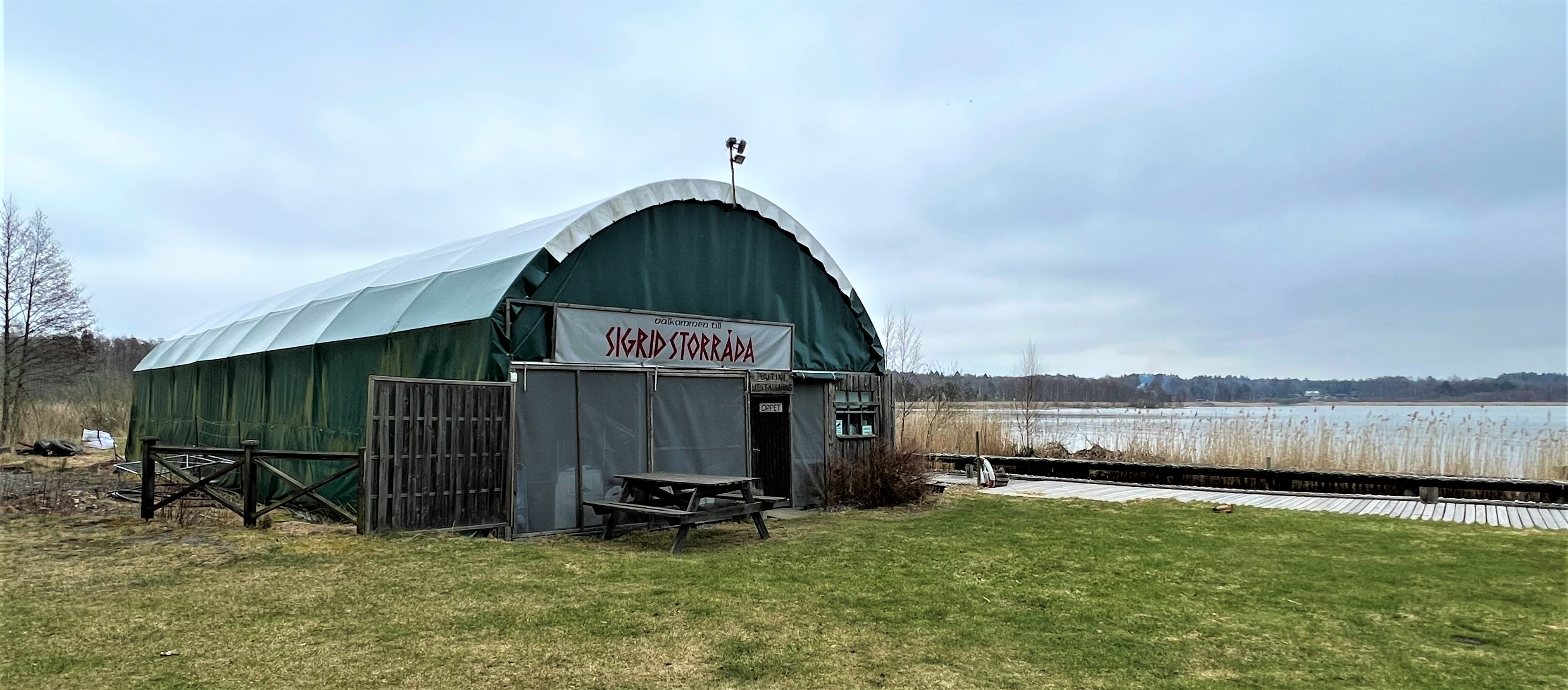
Båthuset i Blombergs hamn vid Vänern
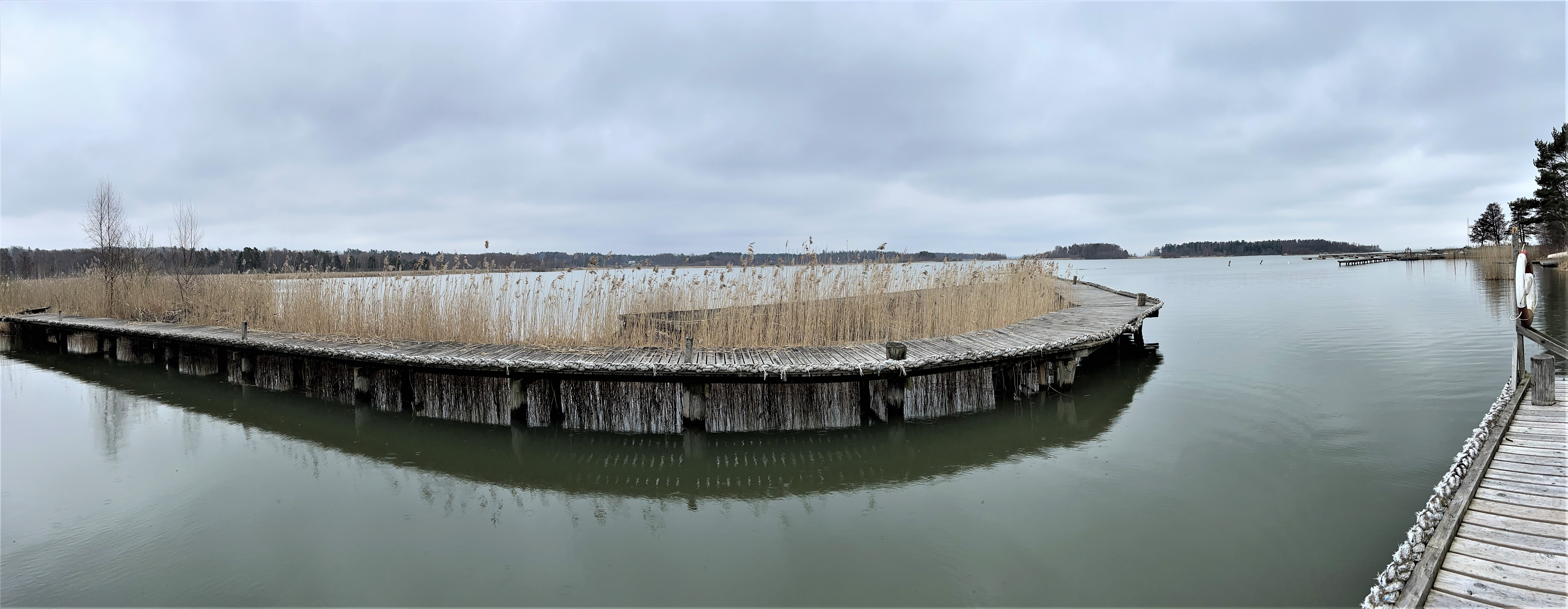
Blombergs hamn